# Vasco da Gama (Recife)
Vasco da Gama é um bairro localizado na Zona Norte do município do Recife. Localização: RPA 3, Microrregião: 3.2
Compõe a lista de 15 bairros prioritários no Programa Pacto pela Vida, da Prefeitura do Recife

## História e Geografia
Desmembrado do Bairro de Casa Amarela  , é composto por comunidades menores:
- Alto da Esperança;
- Alto da Favela;
- Alto 13 de Maio;[nota 1]
- Alto das Pedrinhas;
- Alto do Eucalipto;
- Alto Nossa Senhora de Fátima;
- Córrego do Botijão;
- Córrego do Ouro;
- Visgueiro.
- Jardim Vasco da Gama

## Educação
O Vasco da Gama abriga as seguintes instituições educativas:

### Municipal
- Creche Municipal Mardônio Coelho
- Escola Gilberto Freyre
- Escola Municipal Boa Esperança[6]
- Escola Municipal Chico Science[7]
- Escola Municipal Córrego do Euclides[8]
- Escola Municipal Dom José Lamartine Soares[9]
- Escola Municipal Octavio de Meira Lins[10]
- Escola Municipal Professor Aderbal Galvão[11]
- Escola Municipal Professora Almerinda Umbelino de Barros[12]
- Escola Municipal Santa Maria Goretti[13]

### Comunitária
- Associação dos Moradores do Visgueiro
- Clube de Mães Pro-Mães
- Conselho dos Moradores da Rua Camboriú
- Escola Comunitária Novo Alvorecer li
- Grupo de Mães da Rua Frederico Ozanan

### Privada
- Centro de Atividade Presidente Dutra (Sesi)[14]
- Colégio Capitão Morôni[15]
- Creche Lar Montalegre
- Educandário Brasileirinho
- Educandário Caminho Didático[16]
- Educandário Campos Andrade
- Educandário Vovó Milita[17]
- Escola Mundo Encantado do Pequeno Príncipe
- Escolinha Menina Flor[18]
- Instituto Caça Talentos[19]

## Templos religiosos
- Paróquia de São Sebastião do Vasco da Gama[20][21]
- Igreja católica de São Pedro[22]
- Igreja Batista do Vasco da Gama[23]
- Igreja evangélica pentecostal O Brasil para Cristo[24]
- Igreja Assembléia de Deus
- Ilê Axé Oyá Egun[25]